# Повіт Осіка
Пові́т О́сіка (яп. 牡鹿郡, おしかぐん, МФА: [oɕi̥ka guɴ]) — повіт у префектурі Міяґі, Японія.